# Prințesa Elisabeta Maria de Bavaria
Prințesa Elisabeta de Bavaria (germană Elisabeth Marie Auguste Prinzessin von Bayern) (8 ianuarie 1874 – 4 martie 1957) a fost membră a casei regale bavareze de Wittelsbach. A fost cunoscută drept Prințesă de Bavaria până în 1918.

## Naștere și familie
Elisabeta s-a născut la München, Bavaria, ca primul copil al Prințului Leopold al Bavariei și al soției acestuia, Arhiducesa Gisela a Austriei (fiica împăratului Franz Joseph I al Austriei și a împărătesei Elisabeta a Austriei). A avut o soră mai mică, Prințesa Auguste Maria de Bavaria, și doi frați mai mici, Prințul Georg de Bavaria și Prințul Konrad de Bavaria.
S-a căsătorit la 2 noiembrie 1893, la  Genova, Italia, cu Otto Ludwig Philipp von Seefried auf Buttenheim (1870 -1951). Elisabeta și Otto au fugit și s-au căsătorit în secret pentru că știau că nu vor obține niciodată permisiunea de a se căsători. Nu numai că Otto avea un rang mult mai mic decât cel al Elisabetei dar el era și protestant. În scrisoarea prin care și-a anunțat socrii de căsătorie, Otto a declarat că atât el cât și Elisabeta au fost atât de determinați să nu fie despărțiți încât au avut de ales între o căsătorie secretă și sinucidere.
Tatăl Elisabetei, și mai ales bunicul ei, Prințul Regent Luitpold, s-au înfuriat când li s-a prezentat acest fapt împlinit. A fost nevoie de ani de zile pentru ca relația Elisabeti cu tatăl ei să se îmbunătățească; împăcarea lor s-a datorat în mare parte eforturilor mamei ei Gisela și a bunicului matern, împăratul Franz Joseph. 
Franz Joseph a prezentat noul cuplu curții într-un palat în apropiere de Viena. L-a numit pe Otto locotenent al regimentului de infanterie de la Troppau/Moravia și i-a dăruit rangul de conte în 1904. La momentul fugii secrete, Franz Joseph i-a scris soției sale că deși nu a fost fericit de căsătorie, a simțit că Elisabeta a demonstrat curaj și tărie de caracter.
Mariajul s-a dovedit a fi unul fericit și cuplul a avut cinci copii; primul copil, Gisela, a murit în copilărie. În 1908 contele Seefried auf Buttenheim a moștenit palatul Siebar în Gresten, care a rămas reședința familiei până în prezent.
Elisabeta Maria a murit la vârsta de 83 de ani, în 1957, și a fost înmormântată la cimitirul din Gresten.

## Desscendenți
Prințesa Elisabeta Maria și contele Otto au avut cinci copii:
- Contesa Gisela von Seefried auf Buttenheim (n. ianuarie 1895, Troppau; d. 1895, Troppau)
- Contesa Elisabeth von Seefried auf Buttenheim (n. 10 iunie 1897; d. 4 august 1975)
- Contesa Auguste von Seefried auf Buttenheim (n. 20 iunie 1899; d. 21 ianuarie 1978); s-a căsătorit în 1919 cu Prințul Adalbert de Bavaria (1886-1970)
- Contesa Marie Valerie von Seefried auf Buttenheim (n. 20 august 1901; d. 23 martie 1972)
- Contele Franz-Joseph von Seefried auf Buttenheim (n. 29 iulie 1904, Rozsahegy; d. 15 mai 1969, Madrid); s-a căsătorit la 9 august 1941 cu Gabrielle von Schnitzler (n. 1918), fiica Dr. Georg von Schnitzler și Lilly von Mallinckrodt. Franz-Joseph și Gabrielle au patru copii.